# Луговий (Чесменський район)
Луговий (рос. Луговой) — селище у Чесменському районі Челябінської області Російської Федерації.
Входить до складу муніципального утворення Тарутинське сільське поселення. Населення становить 254 особи (2013). Населений пункт розташований на території українського культурного та етнічного краю Сірий Клин.

## Історія
Від 18 січня 1935 року належить до Чесменського району Челябінської області.
Згідно із законом від 12 листопада 2004 року органом місцевого самоврядування є Тарутинське сільське поселення .

## Населення
| 2002 | 2010 | 2011 | 2013 |
| ---- | ---- | ---- | ---- |
| 330  | ↘237 | ↗260 | ↘254 |